# Amuzgo (jezična porodica)
Amuzgoan, malena etnolingvistička porodica američkih Indijanaca koja dobiva ime po plemenu Amuzgo, a obuhvaća 3 amuzgo jezika koji se govore u Oaxaci i Guerreru u Meksiku, to su: oaksački amuzgo (Oaxaca Amuzgo)  [azg], guerrerski amuzgo (Guerrero Amuzgo) [amu] i ipalapa amuzgo [azm].
Prema McQuown (1955)/Greenberg (1956) klasifikaciji, jezik amuzgo se vodio kao član porodice Mixtecan, ali je ova srodnost s jezicima Indijanaca Cuicatec i Mixtec upitna, i danas vode kao samostalna jezična porodica i dio hipotetske Velike porodice Oto-Manguean.

## Vanjske poveznice
- Ethnologue (14th)
- Ethnologue (15th)